# Pusztavám
Pusztavám là một thị trấn thuộc hạt Fejér, Hungary. Thị trấn này có diện tích 34,69 km², dân số năm 2010 là 2453 người, mật độ 71 người/km².